# Обсерватория Ондржеёв
Обсерватория Ондржеёв — астрономическая обсерватория, открытая в 1906 году около деревни Ондржеёв в 35 км юго-восточнее Праги, Чехия. Обсерватория принадлежит Астрономическому институту Академии наук Чехии. 125 сотрудников.

## Руководители обсерватории
- Йозеф Ян Фрич — основатель обсерватории.

## История обсерватории
Обсерваторию основал в 1898 году чешский любитель астрономии Йозеф Ян Фрич как частную обсерваторию. 8 лет ушло на строительство и только в ночь 31 июля на 1 августа 1906 года были проведены первые научные наблюдения. Йозеф пожертвовал свою обсерваторию Чешскому государству 28 октября 1928 года в 10-ю годовщину независимости государства. Обсерватория работала в ведении Карлова университета до основания в 1953 году Чехословацской академии наук, в составе которой начала работать под управлением Астрономического института совместно с другими обсерваториями страны.

## Инструменты обсерватории
- 2-м Цейсс, Кассегрен
- Ричи-Кретьен 65-см (похоже на Цейсс-600)
- BART — MEADE 8"
- 10-м радиотелескоп солнечный
- Метеорный радиотелескоп
- Исторический (сдвоенный) телескоп

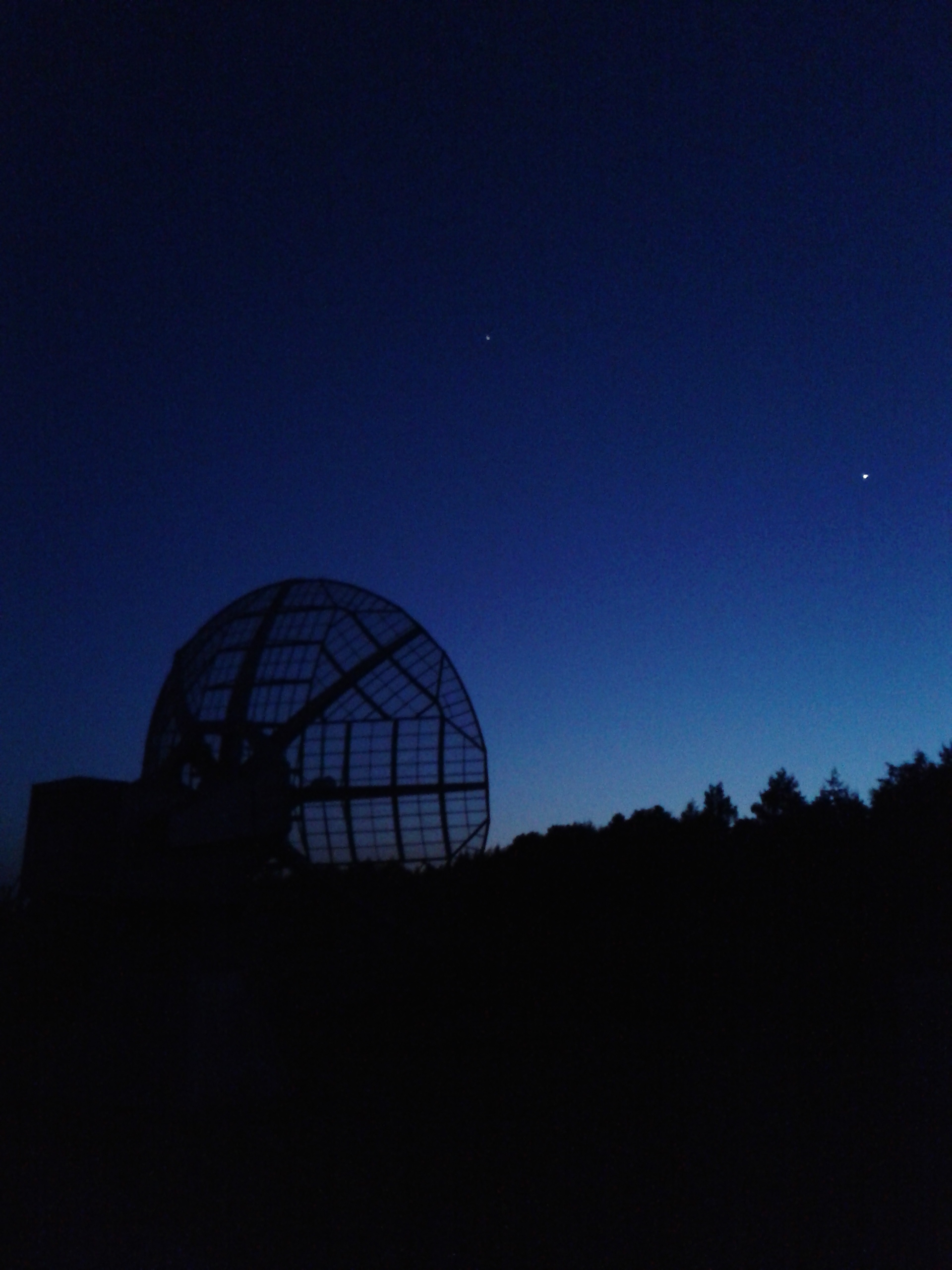
10-метровый радиотелескоп с Венерой и Юпитером на небе.
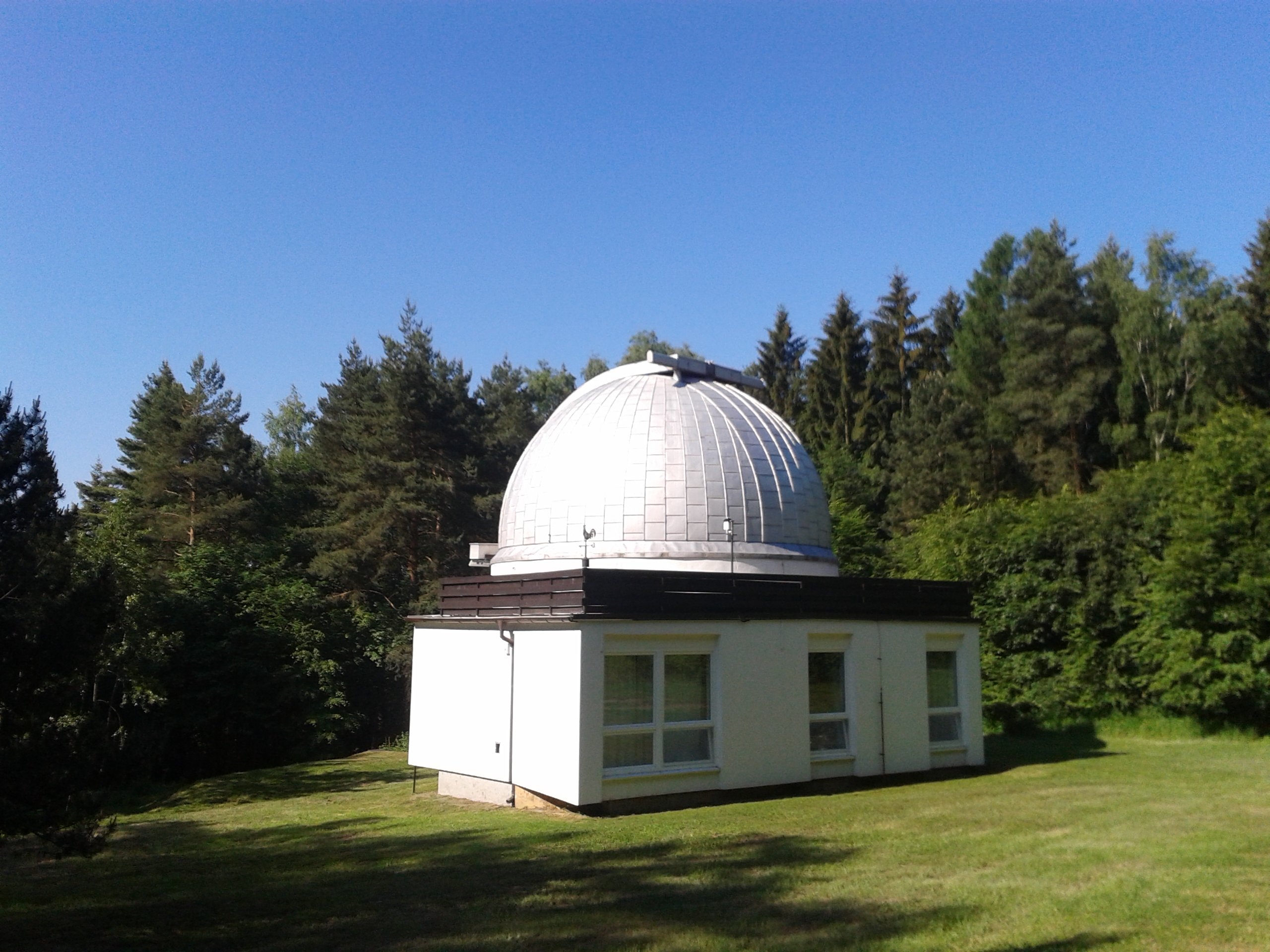
Купол 65-см телескопа.
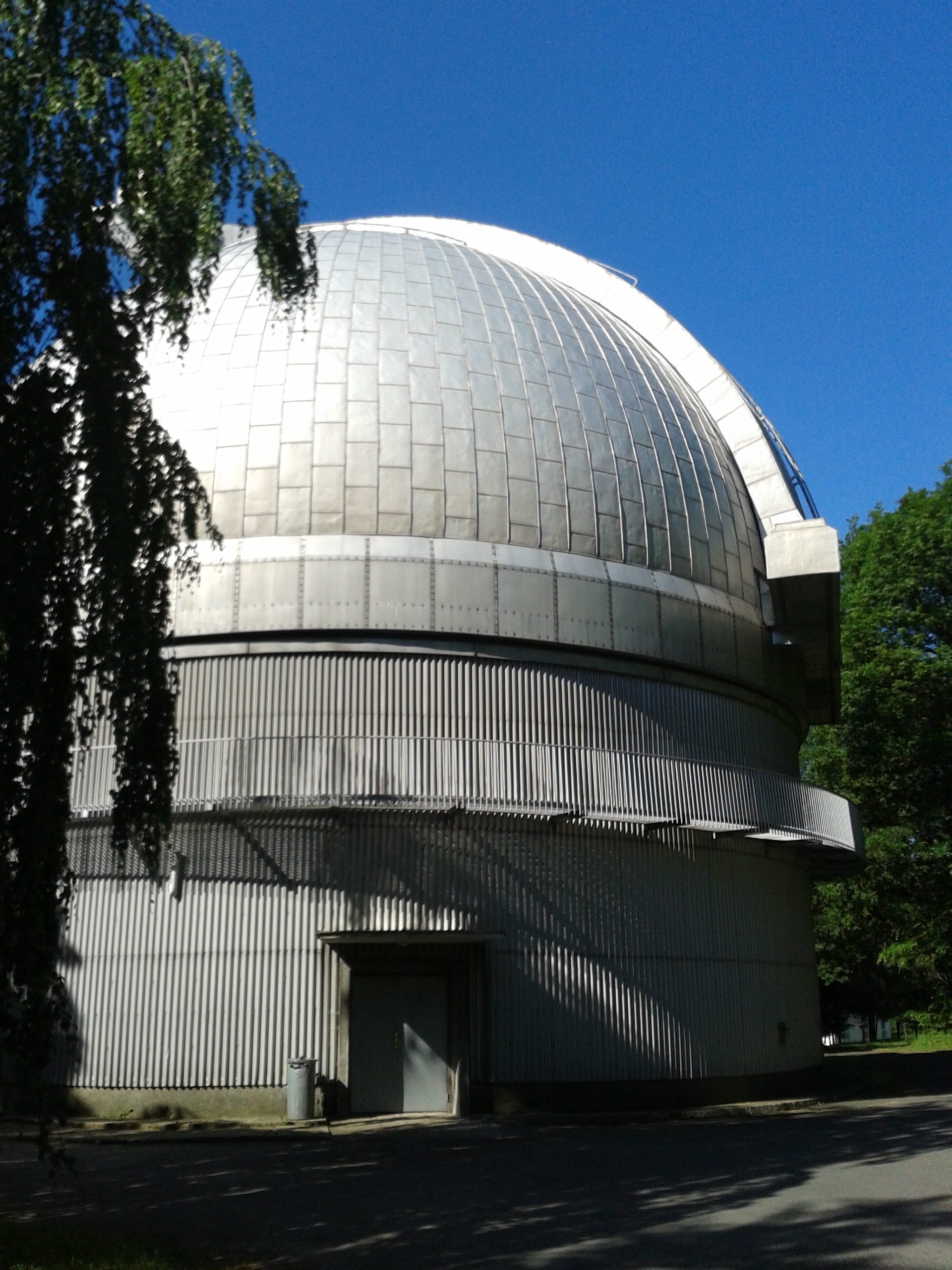
Купол 2-м телескопа.

## Отделы обсерватории
- Солнечный
- Звёздные исследования
- Межпланетное вещество
- Галактик
- Планетных систем
- Динамики движения ИСЗ
- Астрофизики

## Направления исследований
- Открытие астероидов
- Высокоточная фотометрия астероидов
- Поиск вспышек Новых в М31
- Наблюдение болидов
- Радионаблюдения Солнца

## Основные достижения
- Открыто 652 астероида с 1994 по 2008 года[1]
- 47084 астрометрических измерений опубликовано с 1981 по 2011 года[2]
- Подтверждение двойственности астероида (66391) 1999 KW4
- Руководство European Fireball Network

## Адрес обсерватории
- Fričova 298, 251 65 Ondřejov

## Интересные факты
- На данный момент обсерватория занимает 27 строчку среди всех обсерваторий мира по числу открытых астероидов[1]
- Командир Аполлона-17 Юджин Сернан взял с собой на Луну флаг Чехословакии, потому что его предки были родом из Чехословакии. Позже он передал флаг в Астрономический институт АН Чешской Республики в Ондржейове.